# Spiderweb Software
Spiderweb Software es una pequeña empresa de juegos de ordenador creada en 1994 por Jeff Voguel y establecida en Seattle, WA (Estados Unidos). Se dedica principalmente a crear juegos shareware para Macintosh y MS Windows. Lo especial de esta empresa es
que primero lanza al mercado los juegos en versión Mac y luego los mejora y prueba para lanzarlos óptimamente a Microsoft Windows.

## Juegos
Spiderweb Software se ha hecho notablemente conocida por los siguientes juegos de rol (role-playing):
- La saga Exile - fantasía en un mundo subterráneo.
- La saga Avernum - que son una versión mejorada y expandida de Exile en el sentido visual y de jugabilidad. Aún se siguen lanzando

nuevas partes a esta saga.
- Blades of Exile y Blades of Avernum - que son continuación de las sagas mencionadas más arriba y que incluyen kits de creación

de escenarios.
- La saga Geneforge - que te permite una experiencia notable al poder crear tus acompañantes y miembros de una banda durante el

juego.
- Nethergate - un juego de fantasía basado en la ocupación romana de Gran Bretaña y donde puedes elegir si ser un romano o un celta.
- Avadon: The Black Fortress - Un juego de fantasía en el que personificas a un agente de la fortaleza negra de Avadon, lo cual te da poderes ilimitados (No físicos). Actualmente se encuentra en desarrollo esta saga.

Actualmente Spiderweb se encuentra trabajando en la parte 2 de su nueva saga Avadon (Avadon 2: The Corruption, cuya fecha de entrega estimada es en otoño de 2013 para Windows, Mac y Ipad.

## Premios
Premios que Spiderweb Software ha recibido:
Exile II: Crystal Souls - 1995 "Shareware Game of the Year" (Honorable Mention) , MacUser
Exile III: Ruined World - "Shareware Game of the Year", Computer Gaming World
Nethergate - "RPG of the Year" (Honorable Mention), Computer Games Magazine

## Idiomas
Spiderweb Software produce todos sus juegos en inglés y debido a que los juegos de rol se basan en la interacción con personajes en pueblos, cavernas y bosques es fundamental un dominio de este idioma. Sus versiones shareware suelen contener un 25% del juego que se expande notablemente al comprar la versión registrada. Las demo se pueden descargar de su sitio web y el mismo cuenta con un visitado foro donde se pueden obtener pistas y soluciones en caso de problemas.